# Bäckegruvan

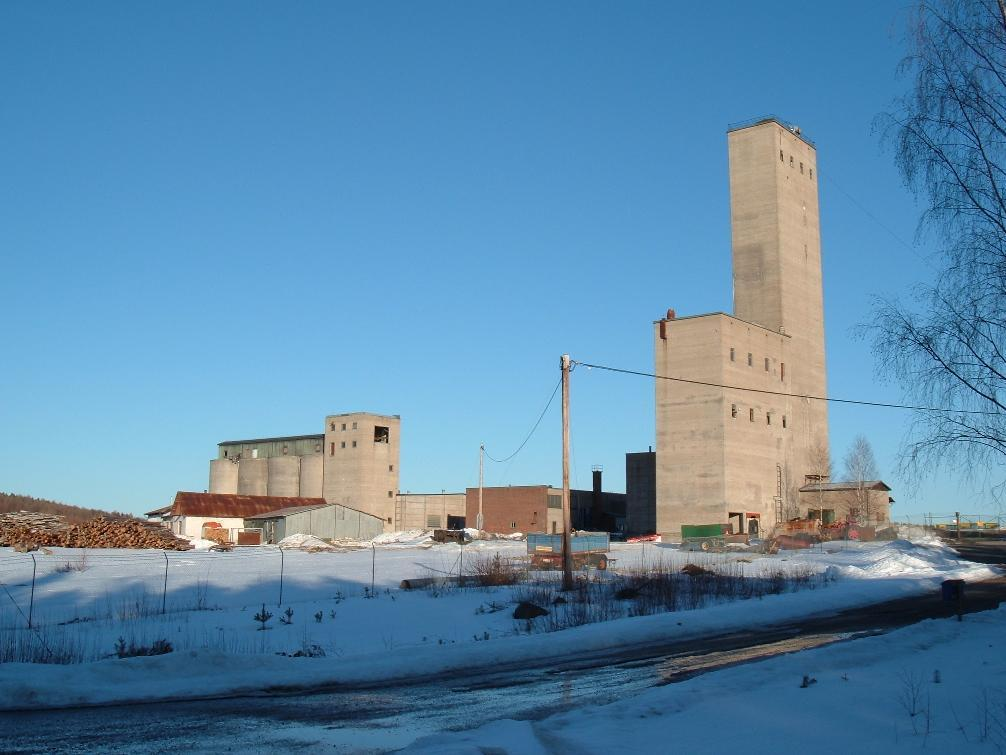
Bäckegruvan 2005.

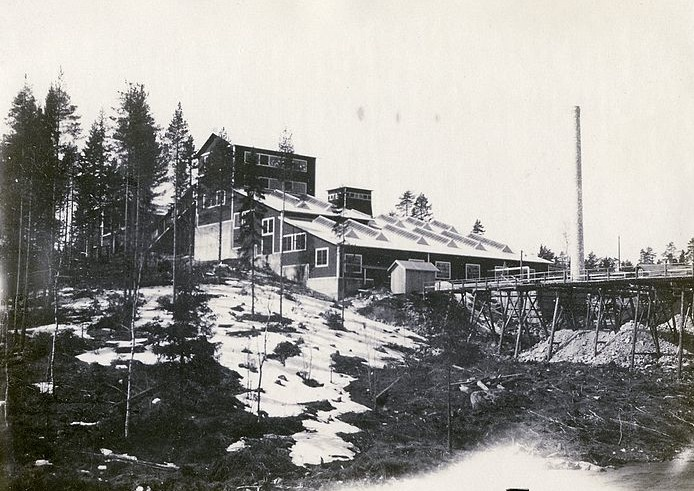
Anrikningsverk vid Bäckegruvan 1916.

Bäckegruvan är en gruva som ligger i Riddarhyttan i Skinnskattebergs kommun. Här bedrevs gruvdrift fram till 1979, men själva anläggningen användes fram till 1997. Gruvdriften lades ner och återupptogs flera gånger. Runt 230 arbetare sysselsattes i gruvan. Huvudmalmen var olika typer av magnetitmalmer, men det har även brutits koppar- och järnmalmer. Malmerna var ofta kisiga med svavelkis, magnetkis, kopparkis och koboltglans.
Bland de kvarvarande byggnaderna från gruvdriften märks bland annat gruvlave och anrikningsverk från den gruvanläggning som byggdes i början av 1960-talet av den dåvarande ägaren Riddarhytte AB. Numera har andra företag flyttat in i lokalerna.
Runt Bäckegruvan finns omfattande varphögar, förorenade med höga halter av framförallt arsenik men även bly, kvicksilver, kobolt och koppar. Området är ett av de mest förorenade i Västmanlands län.